# Вересниковщина
 Вересниковщина — деревня в Кировской области. Входит в состав муниципального образования «Город Киров»

## География
Расположена на расстоянии примерно 20 км по прямой на запад от железнодорожного вокзала станции Киров.

## История
Известна с 1678 года как починок (позже деревня) церковной Воскресения Христова с 14 дворами, в 1764 171 житель, в 1802 году 34 двора. В 1873 году здесь (Воскресенская или Вересниковщина) было дворов 40 и жителей 379, в 1905 78 и 462, в 1926 99 и 497, в 1950 71 и 324, в 1989 45 жителей. Административно подчиняется Октябрьскому району города Киров.

## Население
Постоянное население составляло 20 человек (русские 100%) в 2002 году, 20 в 2010.